# 北京培华女子中学
培华女子中学（Pei Hua Anglo-Chinese School for Girls 简称 Pei Hua Girls’ School 或 Pei Hua Hsueh Hsiao)曾是一所位于北京的教会学校，学校由英国基督教安立甘教会（Anglican Mission 即圣公会）开办。1915年是校长是 Miss Shebbeare，1921年时为 Miss A.G. Bowden-Smith。
另一说是由英国在华传教士苏慧廉（William Edward Soothill）之女谢福芸（Dorothea Hosie，1885-1959）于1914年创办。培华女中校址位于北京石驸马大街。1938年，学校停办。日本占领北平后，开设的新民日语学校在1942年5月1日迁入培华女中原址。
培华女中学生会在1935年创办了月刊《培华校刊》。

## 创办过程

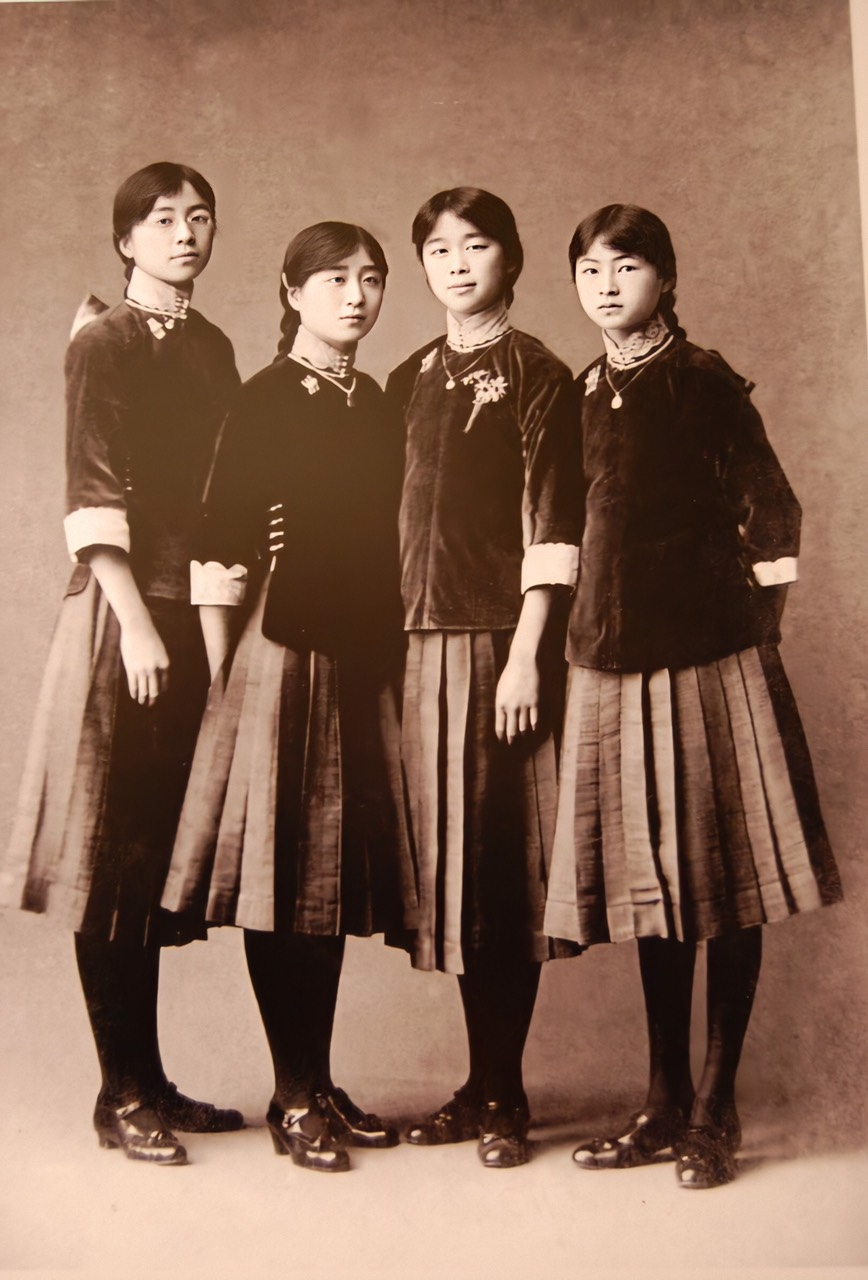
林徽因（右一）与其表姐妹身穿北京培华女子中学校服的合影

民国初年，苏慧廉返回英国筹得300万英镑之后，准备在中国创办“华中联合大学”，但是计划却因为第一次世界大战的爆发而落空。之后，苏慧廉毕业于牛津大学的女儿谢福芸在北京创办了“培华女子中学”。中国有名的女建筑师林徽因曾于1916年就读于该校。